# 斎藤緑雨賞
斎藤緑雨賞（さいとうりょくうしょう）は、1992年に斎藤緑雨の出身地である鈴鹿市によって設立された文学賞。
選考委員に五木寛之、高井有一、中田耕治、清水信を迎え、その受賞者の顔ぶれが異彩を放ち注目されたが、1996年に市の財政難と、文化振興政策の対費用効果（宣伝効果）が薄いことを理由に廃止された。

## 受賞者
- 第一回（1993年）- 四方田犬彦　『月島物語』 集英社／平岡正明　『浪曲的』青土社
- 第二回（1994年）- 松岡正剛　『ルナティックス』作品社
- 第三回（1995年）- 種村季弘　『ビンゲンのヒルデガルトの世界』青土社
- 第四回（1996年）- 中沢新一　『哲学の東北』青土社／海野弘『江戸ふしぎ草子』河出書房新社